# Jacek Ukleja
Jacek Stanisław Ukleja (ur. 1947 w Gliwicach) – polski artysta awangardowy, muzyk rockowy, folkowy i bluesgrassowy, wokalista, gitarzysta, skrzypek, pianista, multiinstrumentalista, kompozytor, scenograf, kostiumograf, architekt wnętrz, aktor niezawodowy, reżyser, drugi reżyser. 

## Życiorys
Uczęszczał do V Liceum Ogólnokształcącego im. Andrzeja Struga w Gliwicach i brał lekcje gry na skrzypcach. W 1962 roku dzięki wykonaniu bigbitowej wersji Prząśniczki Stanisława Moniuszki dostał się do „Złotej Dziesiątki” I Festiwalu Młodych Talentów w Szczecinie, co dało mu możliwość jeżdżenia w trasy koncertowe po kraju w towarzystwie m.in.: Karin Stanek, Czesława Niemena, Michaja Burano i wielu innych wykonawców. W 1965 roku został przyjęty na studia za pierwszym podejściem. Jest absolwentem Akademii Sztuk Pięknych im. Jana Matejki w Krakowie. Był współzałożycielem zespołów Zdrój Jana i Little Ole Opry. Komponował muzykę do filmów i spektakli, jest także scenografem teatralnym i filmowym. W latach 1991–1999 scenograf Teatru im. Słowackiego w Krakowie, w latach 2000–2003 Teatru Nowego w Łodzi. Współpracuje z teatrami w całej Polsce.

## Nagrody
- 1979: Nagroda za oprawę plastyczną filmu FRRRRRRRRRRR (reż. Ryszard Antoniszczak) na Międzynarodowym Festiwalu Filmów Młodego Widza „Ale Kino!” w Poznaniu[2].
- 2009: Nagroda za scenografię do spektaklu telewizyjnego pt. Kwatera bożych pomyleńców (reż. Jerzy Zalewski) na Festiwalu Teatru Polskiego Radia i Teatru Telewizji Polskiej „Dwa Teatry” w Sopocie[2].

## Dyskografia

### Nagrania radiowe i płytowe
Z zespołem Zdrój Jana: 
- Nagrania radiowe (1969–1971): Anuncjata, Pieśń Telefoniczna, Ballada o Nutrońcach, Bioprądy, Jaka Ty Jesteś, Sonet 49, Kiedy Będę Żałował[3][7]
- Zdrój Jana – płyta dołączona do Wiadomości ASP Nr 46, czerwiec 2009 (wybór nagrań koncertowych zespołu, zarejestrowanych w Klubie ASP „Pod Ręką” w latach 1970–1972)[8]
- CD (CD OBUH Records, 2011) – płyta z premierowym materiałem[9]

Z zespołem Little Ole Opry: 
- Dedicated to Jerzy Wójcik (2 CD Radio Kraków, 2015) – na tym dwupłytowym wydawnictwie znajduje się materiał nagrany przez zespół Little Ole Opry w 1980 roku[9][10]

## Filmografia[2]

### Scenografia
- 1956: Woyzeck (Scenografia)
- 1976: Iwona, księżniczka Burgunda (Scenografia)
- 1983: Pamiątki Soplicy (Scenografia)
- 1990: Trans-Atlantyk (Scenografia)
- 1993: Papierowe kwiaty (Scenografia)
- 1993: Gorące uczucie (Scenografia; Lifszyc, pierwszy mąż Naty)
- 1994: Mały lord (Scenografia, kostiumy)
- 1996: Pogodzić się ze światem (Scenografia, muzyka)
- 1996: Dzienniki (Scenografia)
- 1996: Dziennik bez samogłosek (Scenografia)
- 1996: Dzieci z Bullerbyn (Scenografia, kostiumy)
- 2008: Kwatera bożych pomyleńców (Scenografia)
- 2009: Psie głowy (Scenografia)
- 2013: Zrzędność i przekora z cyklu Trzy razy Fredro (Scenografia, kostiumy)
- 2015: Historia Roja (Scenografia)
- 2016: Historia Roja (Scenografia)

### Kostiumy
- 1990: Portret (Kostiumy)
- 1994: Mały lord (Scenografia, kostiumy)
- 1996: Dzieci z Bullerbyn (Scenografia, kostiumy)
- 2013: Zrzędność i przekora z cyklu Trzy razy Fredro (Scenografia, kostiumy)

### Dekoracje
- 1992: Sroka piratka – film animowany z cyklu Bajki zza okna (Dekoracje)
- 1993: O dzielnych pestkach i straszliwym potworze – film animowany z cyklu Bajki zza okna (Dekoracje)
- 1994: Historia o kolczykach – film animowany z cyklu Bajki zza okna (Dekoracje)
- 1994: Historia świąteczna o rosochatym włóczędze – film animowany z cyklu Bajki zza okna (Dekoracje)
- 1996: Miki Mol i straszne płaszczydło (Opracowanie plastyczne, dekoracje)
- 1996: Tata kret na Antypodach – film animowany z cyklu: Bajki zza okna (Dekoracje)
- 1996: Wielkanocna weranda pana Myszki – film animowany z cyklu Bajki zza okna (Dekoracje, projekty dekoracji)
- 1997: Nierozłączna para – film animowany z cyklu Bajki zza okna (Dekoracje)
- 1998: Psst i psot – film animowany z cyklu Bajki zza okna (Dekoracje)

### Opracowanie plastyczne
- 1977: FRRRRRRRRRRR (Opracowanie plastyczne, muzyka, współpraca reżyserska)
- 1996: Miki Mol i straszne płaszczydło (Opracowanie plastyczne, dekoracje)
- 1998: Królestwo zielonej polany. Powrót (Opracowanie plastyczne)

### Muzyka
- 1973: Z czterech stron (Muzyka)
- 1974: Żegnaj paro! (Muzyka i wykonanie muzyki: Zdrój Jana)[11]
- 1976: Fantomobil (Muzyka)
- 1977: Jak zbrzydło powidło (Wykonanie muzyki: Zdrój Jana)[11][12]
- 1977: FRRRRRRRRRRR (Opracowanie plastyczne, muzyka, współpraca reżyserska)
- 1979: Debiut (Muzyka: Jacek Ukleja – „Zdrój Jana”)
- 1996: Pogodzić się ze światem (Scenografia, muzyka)

### Projekty dekoracji
- 1996: Wielkanocna weranda pana Myszki – film animowany z cyklu Bajki zza okna (Dekoracje, projekty dekoracji)

### Współpraca plastyczna
- 1996: Historia prawie nie z tej ziemi – film animowany z cyklu Bajki zza okna (Współpraca plastyczna)

### Obsada aktorska
- 1988: Pogranicze w ogniu, odc. 2 (Obsada aktorska)
- 1993: Gorące uczucie (Scenografia; Lifszyc, pierwszy mąż Naty)

### Współpraca reżyserska
- 1977: FRRRRRRRRRRR (Opracowanie plastyczne, muzyka, współpraca reżyserska)

### Reżyseria
- 1966: Igrce w gród walą (Reżyseria, adaptacja)
- 1969: Zamek w Czorsztynie (Reżyseria)

### Adaptacja
- 1966: Igrce w gród walą (Reżyseria, adaptacja)